# Орлан-10
«Орлан-10» — российский многофункциональный беспилотный комплекс, предназначенный для ведения наблюдения за протяжёнными и локальными объектами в труднодоступной местности, в том числе при проведении поисковых и ремонтных работ. Разработан российским предприятием «Специальный технологический центр». Входит в состав системы управления тактическим звеном ЕСУ ТЗ, благодаря чему может транслировать цели для поражения всеми боевыми машинами (САУ, танки, БМП, машины ПВО), подключенными к ЕСУ ТЗ.
БПЛА имеет довольно большую дальность и продолжительность полёта: до 600 км и до 16 часов. Это позволяет БПЛА вести разведку на большой дальности и патрулировать районы длительное время. Полезная нагрузка БПЛА ограничена 5 кг, поэтому БПЛА имеет множество разных комплектаций под разный вид разведывательной аппаратуры и может нести широкий спектр военной полезной нагрузки, что позволяет выполнять ему различные задачи и использоваться в сочетании с другими системами, например другими БПЛА. Разные комплектации БПЛА могут вести наблюдение в оптическом и инфракрасном диапазоне. «Орлан-10» может автоматически определять положения включённых GSM-телефонов, станций УКВ-связи, работающих РЛС в x-диапазоне. Средства РЭБ для «Орлан-10» позволяют выполнять глушение GSM-связи, а также простых GPS-приемников.
Особенностью «Орлан-10» является плотная интеграция с САУ «Мста-СМ», что позволяет сразу же уничтожать цели, как отдельных солдат, так и работающие РЛС, непосредственно после обнаружения. БПЛА может использоваться как корректировщик артиллерийского огня.
Для «Орлан-10» широко используются гражданские комплектующие, что позволило его резко удешевить и изготовить более 1000—1500 экземпляров. Производство «Орлан-10» составляет 200—300 экземпляров ежегодно. «Орлан-10» является самым массовым современным дроном ВС РФ.

## Описание
В состав комплекса входит 3-4 БПЛА «Орлан-10», передвижной наземный пункт дистанционного управления, машина обслуживания и ремонтов с комплектами ЗИП, комплект ноутбуков с радиостанциями для операторов при работе в полевых условиях, 2 ретранслятора защищённой связи, раздвижная мачта для ретрансляторов и антенн, метеостанция с анемометром и ветроуказателем, солнечная батарея с аккумуляторами и блок подключения к генератору или стационарной сети, зимняя палатка для операторов, включая мебель, отопление, кондиционирование, освещение и сейф.
С одного пункта управления можно осуществлять управление до четырёх БПЛА «Орлан-10». При необходимости с помощью комплекса возможно организовать локальную сеть до 30 операторов для управления полезными нагрузками одновременно запускаемых БПЛА.
БПЛА «Орлан-10» имеет широкие возможности автопилота АПС 2.2 разработки ЦТБА ГУАП:
- Поддерживается полностью автономный режим полёта без оператора в режиме «радиомолчания». Для автономного маршрута указывается до 100 точек, в которых задаётся высота и признак её облёта: проход по высоте или барражирование
- При необходимости программирование автономного режима дрона производится прямо в воздухе по радиоканалу
- Возможно указание точки «Дом» для автоматического возврата дрона при пропадании радиосвязи или отсутствии/зашумлении сигналов ГЛОНАСС/GPS (возврат происходит по компасу и гироскопам)
- точки включения и выключения полезной нагрузки
- коэффициент перекрытия кадров фотоаппарата.
- для ориентации без GPS или в условиях РЭБ, подавляющих сигналы GPS/ГЛОНАСС, используется ориентация с распознаванием ориентиров по фотоснимкам и сличение их с растровым изображением местности с привязкой по нескольким точкам или электронной картой в памяти дрона
- программное обеспечение дрона поддерживает интеграцию с OziExplorer[нем.], что позволяет снимки с дрона накладывать на карты OpenStreetMap , GoogleMap, а также сопоставлять съёмку с дрона со спутниковыми снимками Google Satellite

Общие возможности платформы:
- GPS-приёмник TRE-G3T геодезического класса с точностью определения координат до 1 см (против 6-7 метров бытовых GPS приёмников). Для уточнения координат используется технология Real Time Kinematic
- криптозащищенный командно-телеметрический канал с ППРЧ,
- криптозащищенный канал передачи фото (видео) информации,
- двухступенчатое помехоустойчивое кодирование на обоих типах каналов,
- с одного НПУ обеспечивается одновременное управление до 4 БПЛА,
- любой БПЛА может работать в качестве ретранслятора канала для остальных
- небольшие размеры и использование радиопрозрачных композитных материалов делает БПЛА малозаметным для РЛС ПВО[14]. Концерн Автоматика и НИИ «Вектор», специализирующихся на обнаружении дронов, оценивают ЭПР Орлан-10 около 0,2-0,5 м²[15].
- БПЛА имеет радиопередатчик на 120 км дальности, также БПЛА имеет GSM-модем с возможностью вставки местных SIM-карт, что позволяет БПЛА подключаться к 3G/4G сотовым сетям для связи по зашифрованному каналу с оператором по Интернету на любом отдалении[16].
- БПЛА имеет электрогенератор, сочленённый c двигателем, это позволяет не тратить вес полезной нагрузки на аккумуляторы для аппаратуры[17].

## Целевые нагрузки Орлан-10
«Орлан-10» может нести различную целевую нагрузку для разных тактических целей и задач.
Разные варианты целевых нагрузкой «Орлан-10» являются компонентами для его стандартных поставок по 3 БПЛА, где разные БПЛА дополняют друг друга. Обычно закупка ведётся обоих комплектов сразу для одного подразделения на 6 БПЛА:
- Комплекс из трёх Орлан-10 «тип 1» с дополнительной гиростабилизированной дневной видеокамерой (ЦН1, ЦН3, ЦН2)
- Комплекс из трёх БПЛА «Орлан-10» «тип 2» с дополнительным пеленгатором положения устройств УКВ-диапазона (ЦН1, ЦН3, ЦН4)

Пентагон отмечает, что обычно «Орлан-10» применяется «стаей» из трёх БПЛА. Первый БПЛА ведёт оптическую разведку на высоте 1-1,5 км, второй БПЛА выполняет функцию радиотехнической разведки или РЭБ, третий БПЛА в отдалении выполняет роль ретранслятора связи для первых двух.

### ЦН 1. Радиотехническая GSM-разведка и оптическая/ИК разведка
Комплектация ЦН 1 включает в себя:
- модуль радиотехнической разведки (РТР) диапазона GSM 900/1800
- аэрофотоаппарат (АФА)
- телевизионная аппаратура (ТВ)
- инфракрасная аппаратура (ИК)
- накопитель на 64 Гб для хранения результатов съёмки для полёта в автономном режиме «радиотишины» без связи с оператором
- модуль управления нагрузкой (МУН), который интегрирует компоненты выше
- модуль усилителя-преобразователя (МУП), который обеспечивает дальность связи до 120 км

Данная комплектация предназначена для выявления координат включённых сотовых телефонов солдат противника, а также ведения оптического наблюдения в видимом и инфракрасном диапазоне.
В качестве тепловизора используются камеры Flir Photon 320 и 640 в упрощённом монтаже с фиксированным направлением зрения вниз. Flir Photon 640 представляет собой неохлаждаемый тепловизор умеренного разрешения (644x512 пикселей), но довольно высокой чувствительности - так, тепловизор способен реагировать на разницу температуры в 0,05 градуса.
Гарантированная минимальная высота обнаружения объектов:
- АФА — человек (автомобиль), 800 (1500) м
- ТВ — человек (автомобиль), 400 (900) м
- ИК — человек (автомобиль), 300 (600) м
- РТР — дальность обнаружения включённого сотового телефона 3500 м

Модуль РТР может быть исполнен как компонент комплекса РЭБ РБ-341В «Леер-3» подавления наземных сотовой связи противника. В этом случае модуль имитирует базовую станцию и выявляются не только координаты солдата со смартфоном, но и блокируется сотовая связь. Дальность GSM-подавления и пеленгации «Орлан-10» с Леер-3 составляет 6 км.
Реальная минимальная высота и дальность обнаружения целей обычно выше гарантированных минимальных значений и определяется конкретным типом камер и радиоприёмников. Особенностью платформы Орлан-10 является заложенный технологический обход санкций на импорт военных комплектующих. Орлан-10 разработан так, чтобы использоваться очень широкий набор взаимозаменяемых гражданских комплектующих и ТТХ БПЛА будут зависеть от конкретных использованных деталей.
Комплектация ЦН 1 является самой дешёвой версией БПЛА, которая предназначена для действия в условиях сильного ПВО, так как патрулирующий БПЛА наиболее легко потерять от ПВО, то в нём не используется дорогие комплектующие как гиростабилизированные камеры. Орлан-10 в комплектации ЦН 1 предназначен больше для патрулирования и выявленные цели обследуются более дорогими вариантами «Орлан-10», описанными ниже.

### ЦН 2. Дневная разведка сгиростабилизированнойкамерой в видимом диапазоне
Данный БПЛА оборудован поворотной телевизионной камерой на гиростабилизированной платформе. Предназначен для дневной разведки.
ЦН 2 комплектуется поворотными гиростабилизированными камерами Controp D-STAMP и U-STAMP

### ЦН 3. Круглосуточная разведка с гиростабилизированной камерой в инфракрасном диапазоне
Данный БПЛА оборудован поворотной инфракрасной камерой на гиростабилизированной платформе. Предназначен для круглосуточной разведки.
Данная версия БПЛА оборудована поворотными гиростабилизированными камерами Flir Photon 320 и 640.
В некоторых версиях «Орлан-10» гиростабилизированная поворотная камера укомплектована ещё лазером подсветки. Это позволяет такому БПЛА подсвечивать лазером цели, в том числе подвижные, для поражения их множеством различных корректируемых снарядов, бомб и ракет с наведением их на цель, которая подсвечивается лазером. Практически Орлан-10 с лазерной подсветкой испытывался с корректируемыми артиллерийскими снарядами как «Краснополь». Видео с наведением Краснополя с помощью лазерной подсветки с Орлан-10 на динамическую цель было опубликовано Минобороны РФ во время военного конфликта на Украине.

### ЦН 4. Пеленгатор положения работающих РЛС и радиостанций
Имеется вариант ЦН 4 как беспилотный комплекс артиллерийской разведки (БКАР), который работает для пеленгации в X-диапазоне с основной целью выявления координат РЛС. БКАР имеет прямую автоматизированную связь через ЕСУ ТЗ с артиллерийскими батареями ВС РФ, чтобы РЛС или радиостанция были поражены в кратчайшие сроки после их выявления. Орлан-10 в комплектации БКАР (кодовое название «Шелест») применялся практически во время вооружённого конфликта на Донбассе. БКАР была обнаружена РЛС артразведки AN/TPQ-48, замаскированная в гражданской постройке. На РЛС была наведён артдивизион САУ 2С1, который залпом из 38 снарядов уничтожил РЛС, чтобы было зафиксировано фотосъёмкой с дрона. В дальнейшем было поражено ещё 3 РЛС этого типа.

### Экспериментальные целевые нагрузки
Для «Орлан-10» широко используются экспериментальные целевые нагрузки.
Во время Сирийского Конфликта была сбита модификация Орлан-10, который был укомплектован сразу 12 камерами Canon 5D Mark II, что позволяло делать снимки суммарным разрешением 264 мегапикселя. Версия Орлан-10 с 12 камерами упоминается в источниках как специализированная на создании объёмных 3D карт местности с геолокацией военных целей.
Экспертами ВНИИЭФ (основной разработчик ядерных боеприпасов для ВС РФ), была разработана версия «Орлан-10» для мониторинга радиационной обстановки для обследования театра военных действий после применения тактического ядерного оружия, включая «грязную бомбу». Дрон автоматически создаёт 3D карту радиоактивного загрязнения.
Существует версия «Орлан-10» как ретранслятор защищённых от РЭБ радиостанций Р-187-П1 и Р-168МРА в составе ЕСУ ТЗ, что позволяет кардинально увеличить дальность действия связи устойчивой к РЭБ.
В Сирии западные эксперты обнаружили попытки создать из БПЛА «Орлан-10» ударный дрон путём удаления аппаратуры и подвески дистанционно управляемого контейнера с боеприпасами. Однако успешность применения такой версии «Орлана-10» вызвала у экспертов сомнения из-за малого (5 кг) веса сбрасываемой импровизированной бомбы.

## Локализация и использование импортных гражданских комплектующих
«Орлан-10» использует технологическую ставку на использование резко подешевевших в последние годы гражданские импортные комплектующие. Кроме низкой цены, они также не регулируются законодательством об обороте военных технологий как ITAR. Вся электроника и двигатели «Орлан-10» являются импортными комплектующими, но конструкторы БПЛА сделали «отвязку от поставщиков», то есть никакая импортная деталь не является критической и может быть заменена на аналог. По этой причине исследование сбитых Орлан-10 каждый раз демонстрирует новые комплектации микросхем, оптики и даже двигателей.
Однако встречаются в составе «Орлан-10» комплектующие, которые могут указывать на нарушение западными поставщиками санкционного режима. Существенная часть «Орлан-10» использует двигатель FG-40 производства Saito Seisakusho. Данная компания продаёт двигатели для малогабаритных гражданских БПЛА, но также является поставщиком двигателей для малых БПЛА армии самообороны Японии. Представитель компании отметил, что ВС РФ не значатся в списке её клиентов и, вероятно, двигатели были перепроданы кем-то из её реселлеров

## Надёжность
Западные эксперты, получившие и обследовавшие упавшие российские дроны от различных производителей в Сирии, отмечают, что большинство российских дронов имело сравнительно низкое качество и не имело следов пуль или какого-то воздействия от ПВО, то есть упало вследствие поломки деталей, возгорания электроники или сбоя программного обеспечения. Однако почти все обнаруженные экспертами экземпляры «Орлан-10» были именно сбиты после многократного попадания средств ПВО. Обследованные экземпляры имели сильный износ механики, указывающий на большое количество полётных часов. Также многие запасные части были отремонтированы после износа импровизированным образом, что указывает, что ЗИП для БПЛА уже был израсходован и БПЛА продолжает полёты после фактически 100%-й выработки гарантийного ресурса своих частей. По мнению экспертов, это все указывает на то, что высокая надёжность «Орлан-10» стала сюрпризом даже для российских военных в плане обеспечения их ремонтными комплектами на необычно длительный срок службы. Эксперты указывают, что попавшие в их руки «Орлан-10» совершенно очевидно совершили намного больше, чем 100 гарантированных полётов. В последних госзакупках гарантия на Орлан-10 была повышена до 500 вылетов (около 7000 полётных часов) до капитального ремонта БПЛА. В ходе вторжения на Украину в 2022 году также отмечались случаи наличия на сбитых БПЛА следов ремонта подручными средствами.

## Применение
- БПЛА «Орлан-10» использовался для выполнения задач по воздушному мониторингу надводной обстановки во время поисково-спасательных работ после катастрофы самолёта Ту-154 под Сочи[36].
- Применялся российской группировкой в гражданской войне в Сирии, отмечены потери[37][38][39]
- Использовались российской стороной в войне в Донбассе, некоторое количество было уничтожено, так 13 октября 2018 года Орлан был сбит огнём с вертолета Ми-24[35][40][41]
- Применяется в ходе вторжения России на Украину (2022)[35][39][40].

### Применение в ходе вторжения на Украину
В ходе вторжения России на Украину в 2022 году БПЛА «Орлан-10» используется российской армией для разведки, поддержки конвоев, обнаружения целей и корректировки огня, а также для обеспечения разведывательно-ударных миссий. По состоянию на сентябрь 2023 года 183 единицы «Орлан-10» было уничтожено, в том числе истребителями ВСУ, а также из стрелкового оружия и из ПЗРК. В сентябре в ходе контрнаступления в Харьковской области украинскими войсками был захвачен полный комплект БПЛА «Орлан-10», включая наземные станции, антенны и документацию — это первый известный случай захвата украинской армией полного комплекта БПЛА «Орлан-10».

## Оценка
National Intrest, считает что «Орлан-10», по неподтверждённым сообщениям, используется в ходе вторжения в Украину в трёх следующих сценариях:
1. Сопровождение колонн военной техники ВС РФ с целью выявления засад ВСУ. Поскольку БПЛА затруднительно поразить средствами ПВО, то это позволяет ВС РФ не рисковать вертолётами армейской авиации для сопровождения колонн.
2. Наведение корректируемых снарядов «Краснополь»[43] на подвижную технику ВСУ.
3. Разведывательно-ударный. Как пример, приводится ракетный удар по торговому центру Retroville.

National Intrest отмечает, что такие сценарии больше рассчитаны на позиционную войну.
По заключению экспертов FMSO при Пентагоне, «Орлан-10», хотя и не несёт вооружения, фактически является частью ударного комплекса, так как может использоваться как система управления огнём и корректировки артиллерийских ударов в реальном времени для тяжёлых САУ класса «Мста-С», находящихся на удалении 20-30 км от поражаемой цели и получающих от БПЛА координаты целей и поправки по наблюдаемым посредством гиростабилизированной ИК-камеры разрывам снарядов. Редактор журнала «War is Boring» считает, что при управлении артиллерийским огнём БПЛА использует для определения координат целей привязку их к видимым в камеру ориентирам с известными координатами.
Критические оценки «Орлан-10» обычно построены на том, что дрон собирается с интенсивным применением дешёвой импортной бытовой электроники, имеет завышенную стоимость, а также часто ремонтируется с использованием подручных средств.

## Стоимость и коррупционное расследование
Минимальный комплект из 2 экземпляров «Орлан-10» с портативным пусковым комплексом, станцией управления и комплектом ЗИП в 2013 году стоил 5 миллионов рублей (около 166 000 $), что было существенно дешевле аналогов БПЛА в его классе, представленных на авиасалоне «МАКС-2013».
Самая низкая цена для малых разведывательных БПЛА в «премиум»-классе определила выбор БПЛА для госзакупок. Однако стоимость комплекса стала быстро расти, достигнув 50 миллионов рублей для комплекса, управляющего 3-4 экземплярами «Орлан-10», хотя данная комплектация была шире и включала уже 2 единицы техники.
Тем не менее, разница в цене привлекла внимание сотрудников ФСБ, которые инициировали антикоррупционное расследование. Расследование выяснило, что рост цены связан с комплектующими, поступающими от ООО «СТД-Радикс» и АО "Казанский завод «Электроприбор», руководителей которых арестовал суд на время расследования. По версии следствия, подрядчики ООО «Специальный технологический центр» смогли присвоить около 466 миллионов рублей путём завышения цен на комплектующие. Сотрудниками ФСБ было обнаружено у задержанных 48,6 миллиона рублей наличными, предположительно, для дачи взятки. Завышение цены подрядчики по «Орлан-10» объясняли тем, что китайские поставщики согласились обойти санкции США и поставили все необходимые комплектующие для производства оптико-электронной начинки «Орлан-10», но без гарантийных работ и услуг поддержки. При этом цена отгрузки китайскими поставщиками была рыночная, но за поддержку и адаптацию их комплектующих была введена коррупционная наценка. Проверка ФСБ может привести к смене поставщиков, которые адаптируют комплектующие из Китая.
По оценке Пентагона, средняя цена закупок «Орлан-10» составляла 87 000 — 120 000 $ с учётом стоимости наземного оборудования для операторов.

## Лётно-технические характеристики
Основные характеристики:
- Взлётная масса — 14 кг
- Масса полезной нагрузки — до 5 кг
- Двигатель — ДВС (бензин А-95)
- Способ старта — с разборной катапульты
- Способ посадки — на парашюте
- Воздушная скорость — 90-150 км/ч
- Макс. продолжительность полёта — 8 ч
- Макс. дальность применения комплекса — до 120 км от наземной станции управления (до 600 км в автономном режиме)[51]
- Макс. высота полёта над уровнем моря — 5000 м
- Макс. допустимая скорость ветра на старте — 10 м/с
- Диапазон рабочих температур у поверхности земли от −30 до +40 °C

| Модификация                 | Орлан-10 |
| Размах крыла, м             | 3,10     |
| Длина, м                    | 1,80     |
| Высота, м                   |          |
| Масса, кг                   |          |
| пустого                     | 12,5     |
| максимальная взлётная       | 18       |
| Тип двигателя               | 1 ДВС    |
| Мощность, л. с.             | 1 х      |
| Крейсерская скорость, км/ч  | 100—150  |
| Практическая дальность, км  | 600      |
| Радиус действия, км         | 50-120   |
| Продолжительность полета, ч | 8        |
| Практический потолок, м     | 6000     |

## Галерея

Расчёт беспилотного комплекса артиллерийской разведки (БКАР) «Орлан-10» 7-й дшд(г) на учениях «Славянское братство 2018»
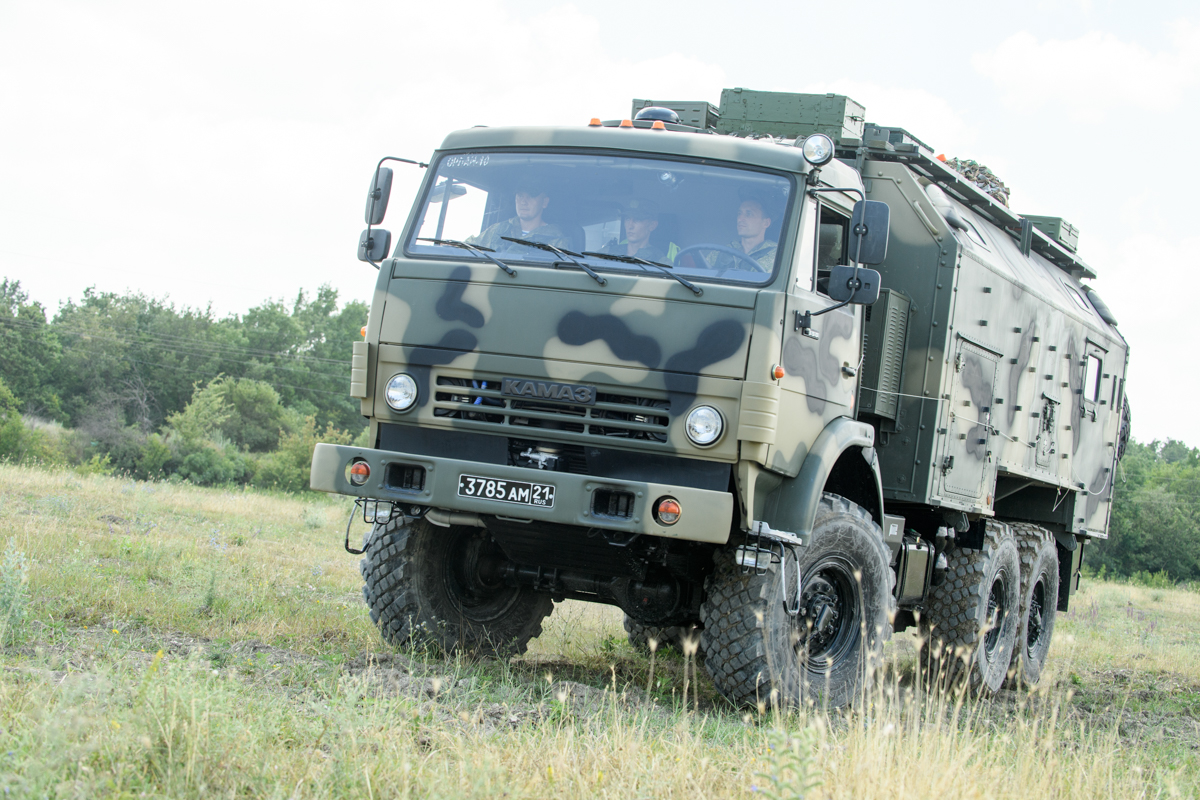
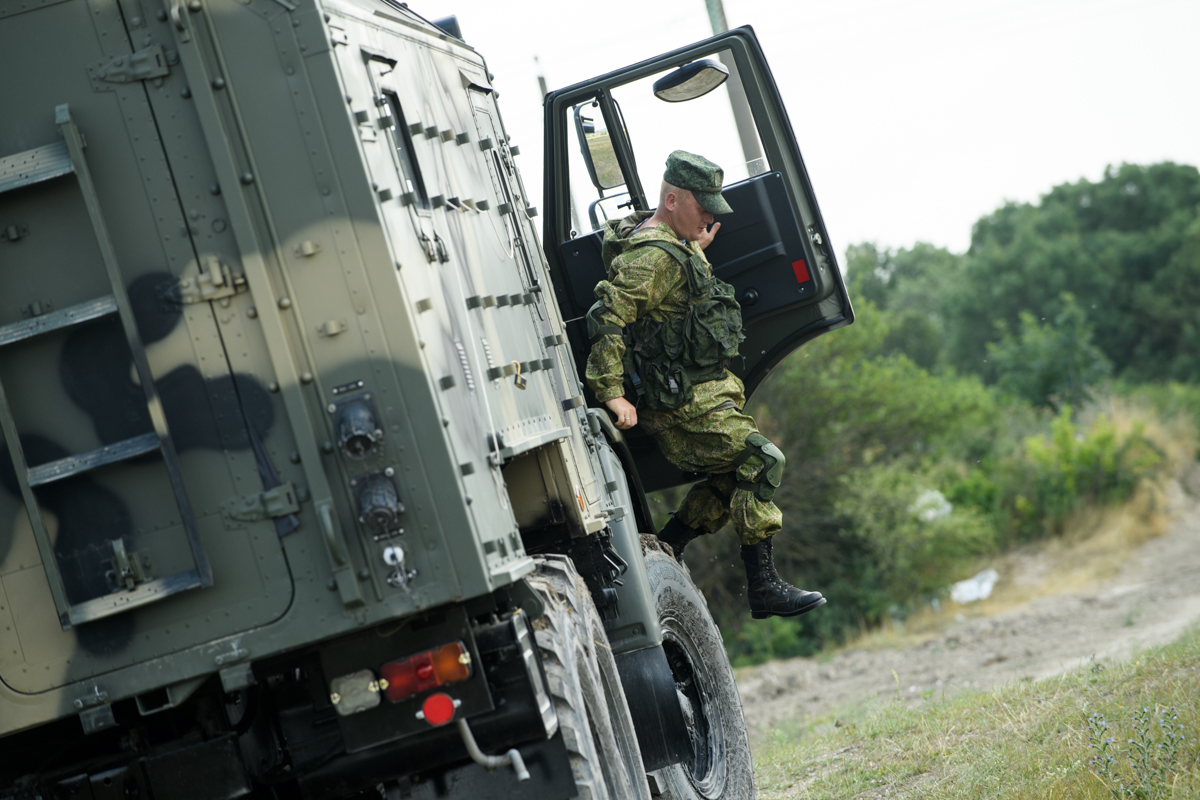
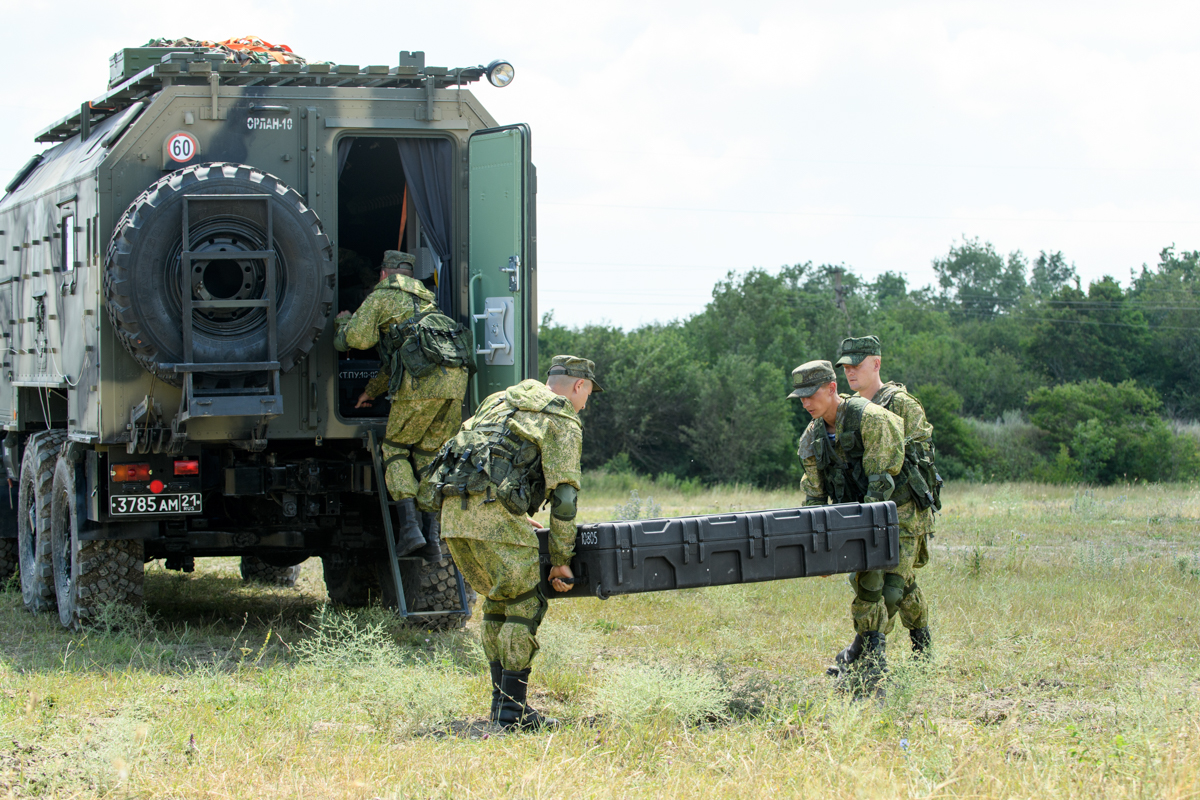
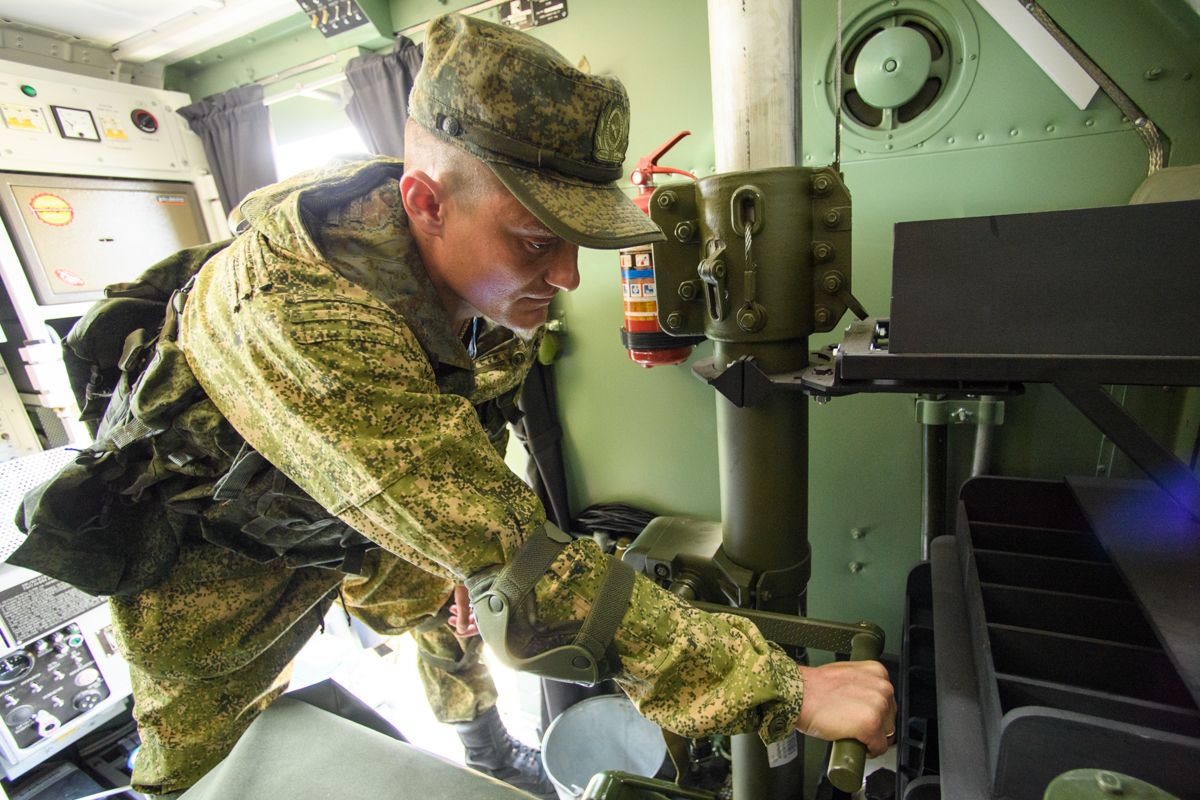
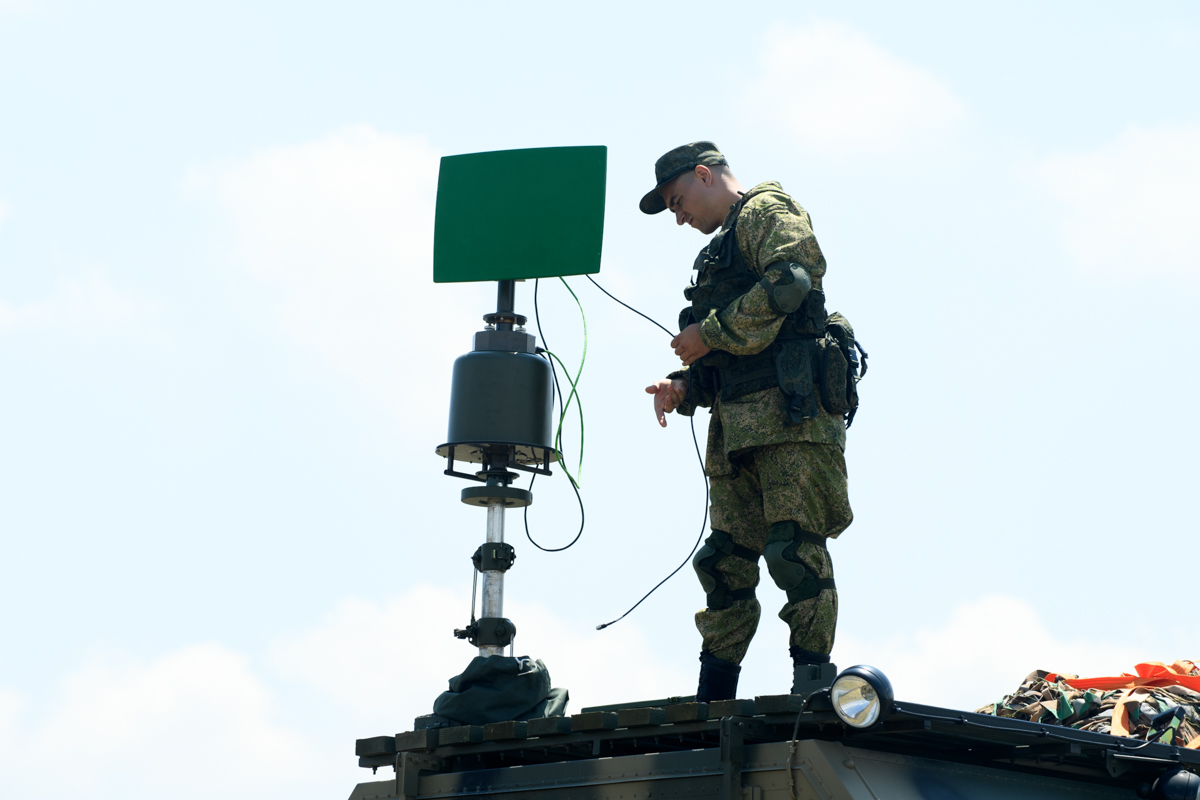
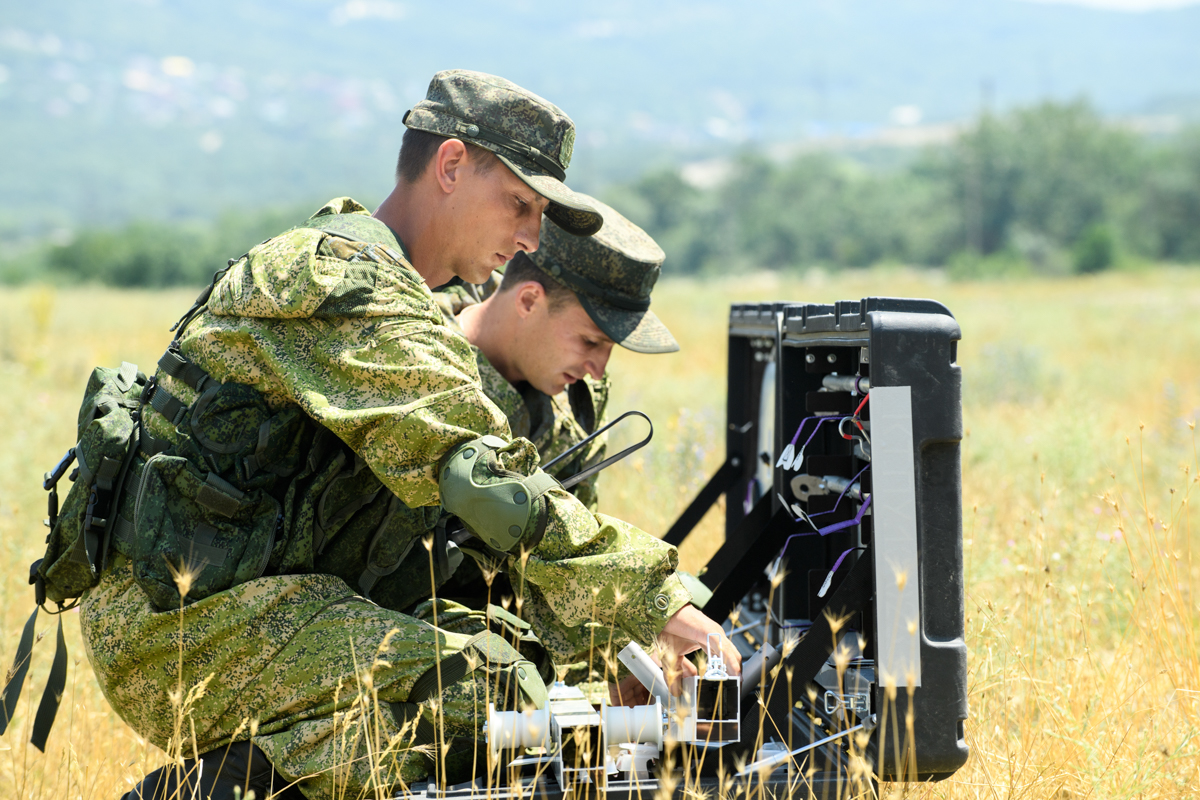
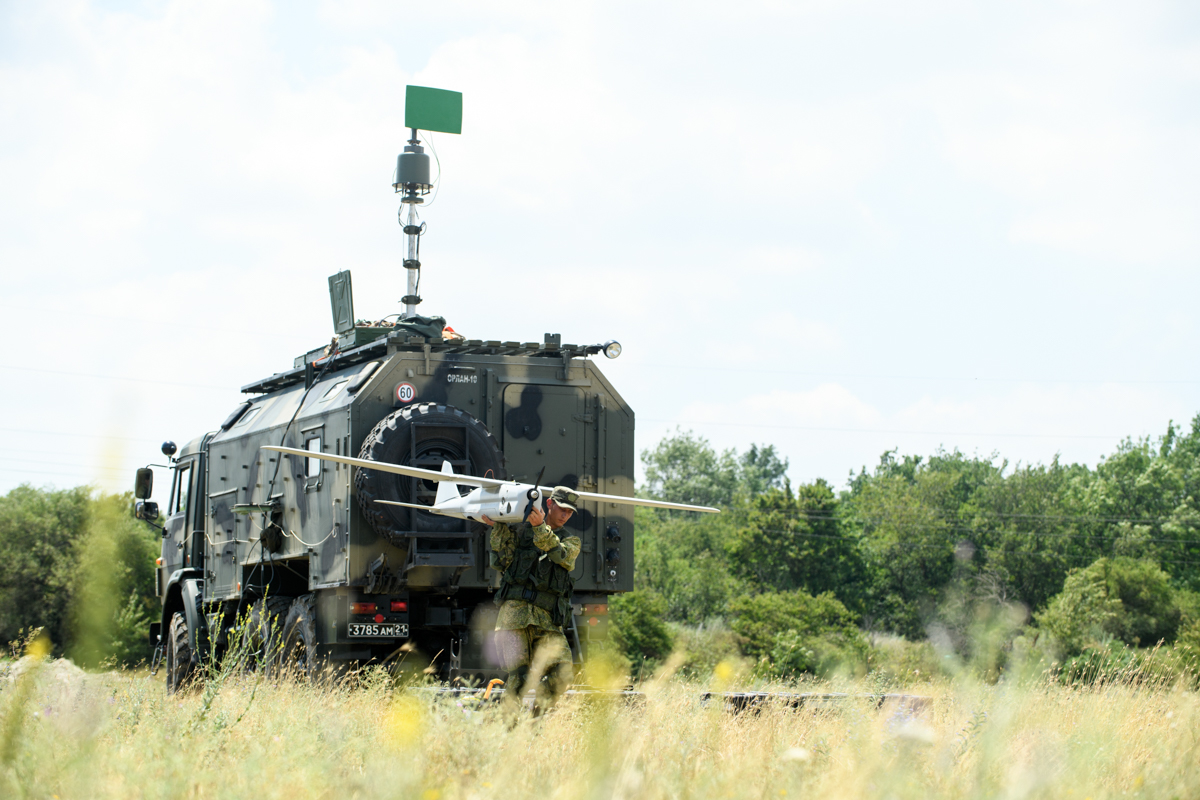
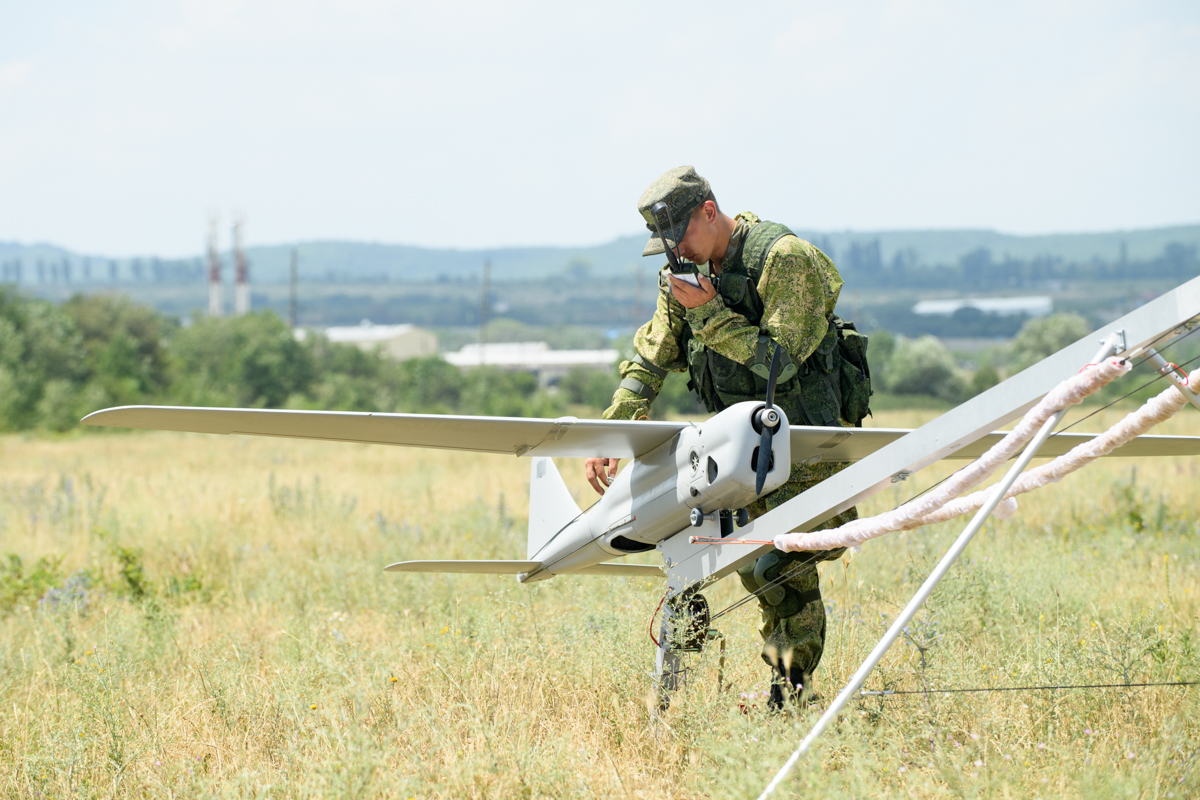
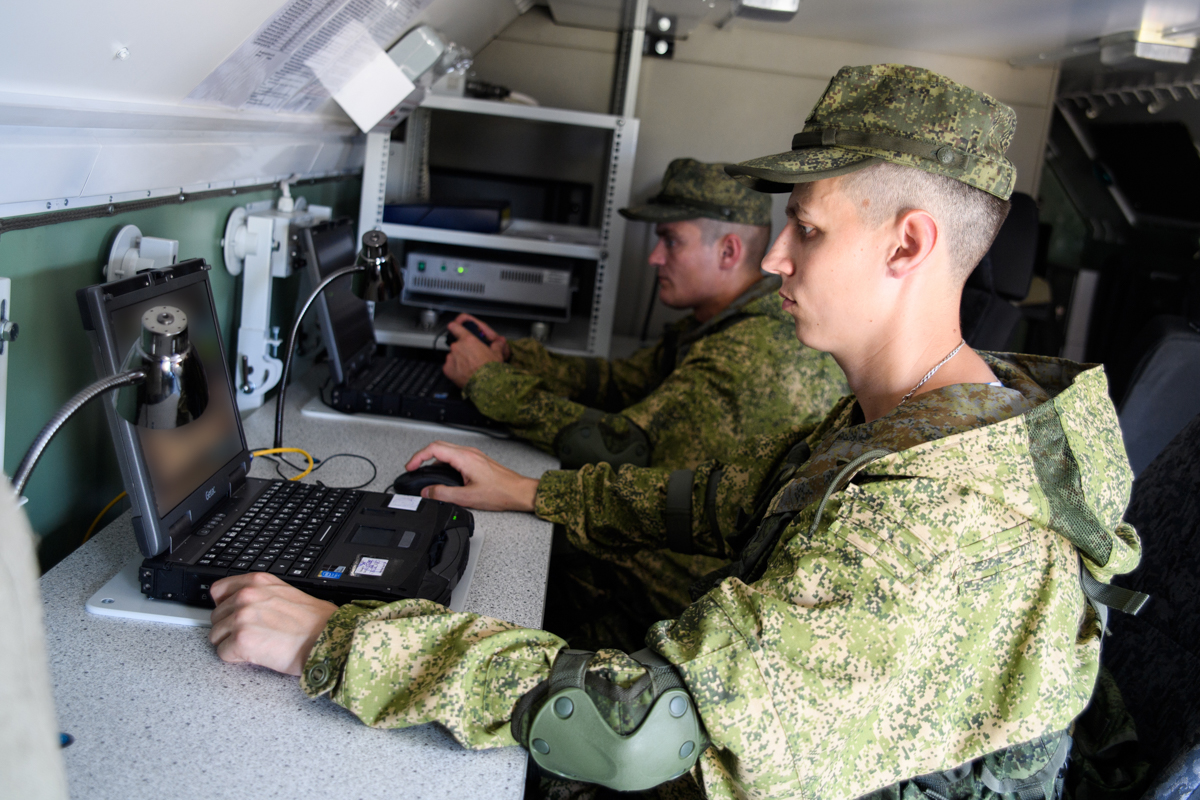
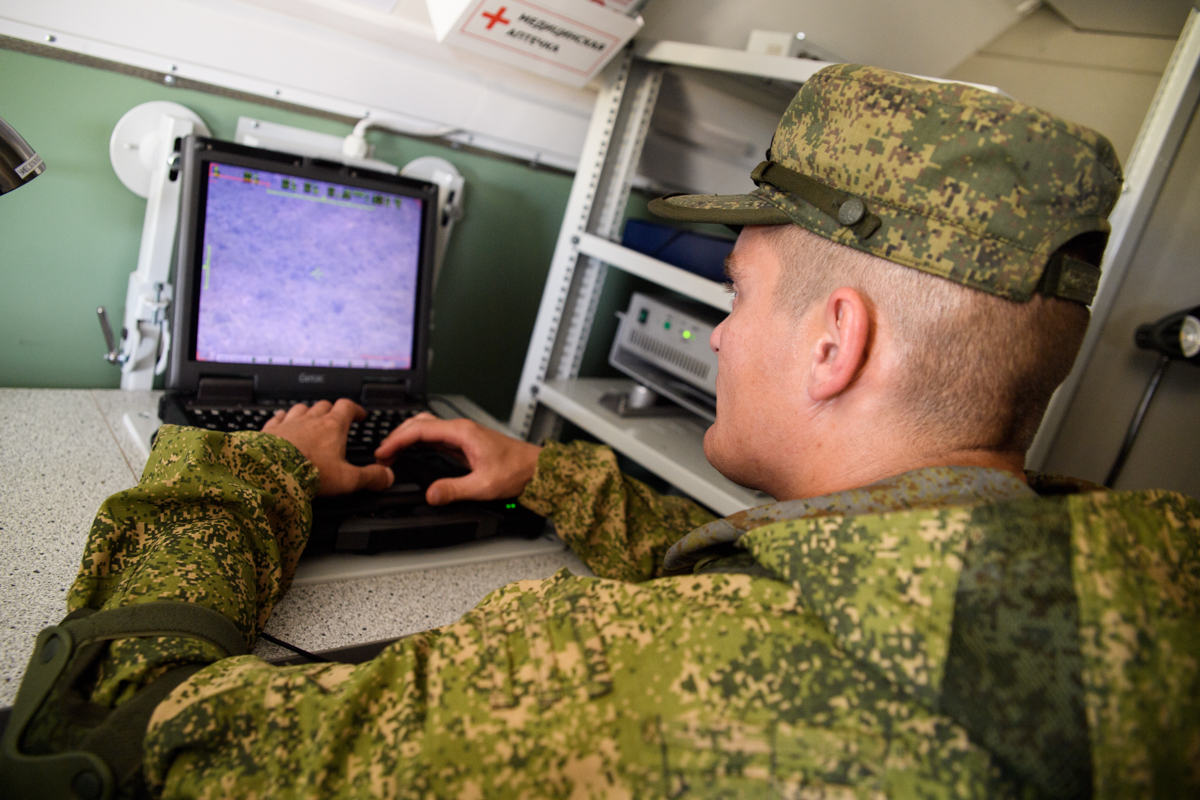
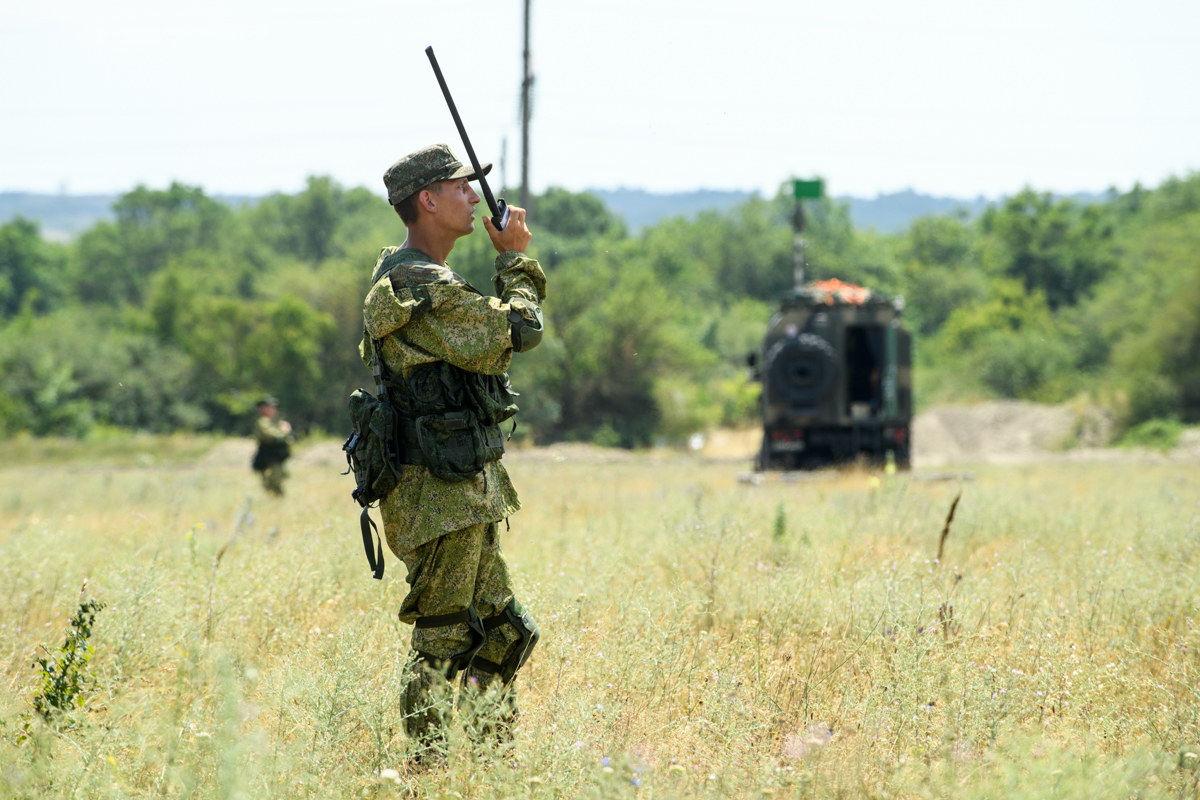
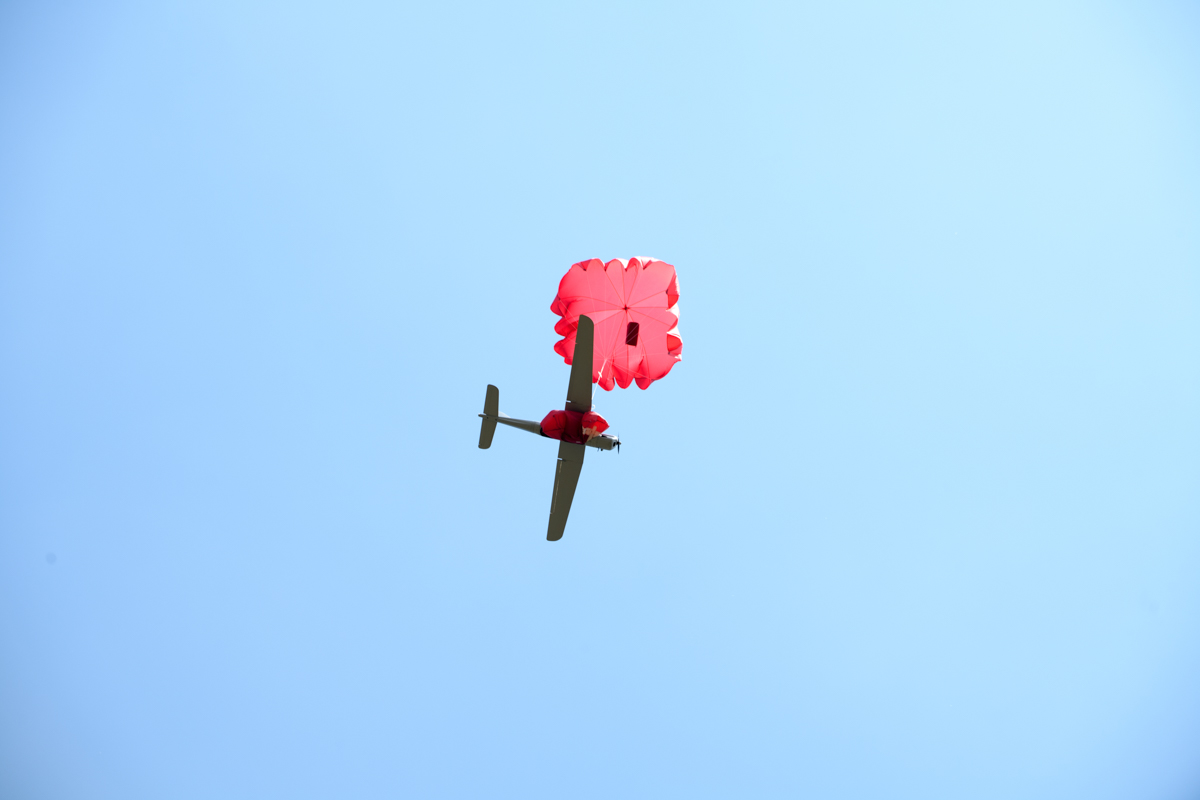